# Puberté précoce
 (mars 2010).
Si vous disposez d'ouvrages ou d'articles de référence ou si vous connaissez des sites web de qualité traitant du thème abordé ici, merci de compléter l'article en donnant les références utiles à sa vérifiabilité et en les liant à la section « Notes et références ».
La puberté précoce est caractérisée par l'apparition des caractères sexuels secondaires avant l'âge de 7 ou 8 ans chez la fille et de 9-10 ans chez le garçon (typiquement : développement d'une pilosité faciale et d'un changement de voix chez le garçon et développement mammaire avant l’âge de 8 ans chez une fillette).
Une puberté précoce (en latin : pubertas praecox) est un commencement exceptionnellement en avance du processus de maturation sexuelle naturellement provoqué par le cerveau et le système hormonal ou anormalement initié par des produits exogènes (perturbateurs endocriniens), alors qu'elle commence généralement à la fin de l'enfance et aboutit à la maturité reproductive et à l'achèvement de la croissance.
Une puberté précoce peut accompagner un développement normal, comme elle peut être le résultat d'une maladie ou d'une exposition anormale à des perturbateurs endocriniens féminisants (hormones ou pseudo-hormones).

Dans certains contextes[Lesquels ?], le terme est utilisé plus largement pour décrire le début de l'apparition de l'une quelconque des caractéristiques physiques de la puberté, même si l'ensemble du processus dirigé par le cerveau ne se produit pas.  C'est un phénomène de plus en plus fréquent, dans le monde entier.

## Prévalence
Une avancée générale de l'âge de la puberté des filles est constatée partout dans le monde, mais avec des différences significatives selon les origines ethniques des fillettes : par exemple, aux États-Unis, seules 10,4 % des jeunes filles blanches présentent de premiers signes de puberté à 7 ans contre 14,9 % des fillettes d’origine hispanique. Et à huit ans, près d’une enfant noire américaine sur trois (31,6 %) et d’une fillette hispanique sur cinq (18,9 %) présentent des signes de puberté. Les causes de ces différences pourraient être génétiques, mais aussi être liées à des préférences alimentaires, culturelles, ou à une exposition différente à certains perturbateurs endocriniens (ex. : le bisphénol A, soupçonné de jouer un rôle). Ce phénomène semble être accompagné d'une augmentation de l'obésité précoce.

## Typologies de pubertés précoces
Trois types de puberté précoce sont souvent distingués : la puberté précoce vraie, les pseudo-pubertés précoces et les pubertés précoces dissociées.
Les premiers poils pubiens, le développement des seins ou des organes génitaux peuvent être le résultat d'une maturité naturelle précoce ou de plusieurs autres conditions.
- a. On appelle puberté précoce centrale idiopathique une puberté précoce naturelle dans tous ses aspects, excepté l'âge. 
Elle peut être partielle ou transitoire. Une puberté centrale peut aussi se produire prématurément dans le cas d'atteinte du système inhibiteur du cerveau, ou si un hamartome hypothalamique produit une hormone (la gonadolibérine) qui libère de façon pulsatile de la gonadotrophine ; c'est celle qui survient dans plus de 90 % des cas[7].
- b. On appelle puberté précoce périphérique ou pseudopuberté précoce un développement sexuel secondaire induit par des stéroïdes sexuels provenant d'autres sources anormales : tumeurs gonadiques ou surrénaliennes, hyperplasie congénitale des surrénales, etc. ; qui ne concerne que 2 % des cas[7] ;
- c. On appelle puberté précoce dissociée une puberté précoce se limitant à un seul développement (ex. : les seins). Elle n'est en général pas inquiétante mais mérite un suivi médical pour vérifier que d'autres caractères n'apparaissent pas précocement.[réf. souhaitée]

## Puberté précoce isosexuelle et hétérosexuelle
En général, les patients atteint de puberté précoce développent les caractères sexuels secondaires correspondant à leur phénotype. On parle dans ce cas de précocité isosexuelle[réf. nécessaire].
Quelquefois, un patient peut évoluer dans la direction opposée. Par exemple, un garçon peut acquérir des seins et d'autres caractéristiques féminines, tandis qu'une fille peut prendre une voix plus basse et se voir pousser des poils sur le visage. On parle alors de précocité hétérosexuelle, mais elle est très rare par rapport à la précocité isosexuelle et résulte généralement de circonstances exceptionnelles.
Par exemple les enfants atteints d’une maladie génétique rare, l'hyperœstrogénie familiale, et chez lesquels on trouve des niveaux exceptionnellement élevés d’œstrogènes dans la circulation, connaissent d'habitude une puberté précoce. Garçons et filles sont hyperféminisés par le syndrome et, par conséquent, une telle précocité sera classée comme hétérosexuelle chez les garçons.

## Importance clinique
Un développement sexuel précoce doit être surveillé, car pouvant :
1. provoquer une maturation précoce des os ce qui réduira par la suite la taille à l'âge adulte ; avec en cas d'évolution vers une puberté centrale secondaire, « des complications à court et à long terme chez les filles, notamment un risque accru de détresse psychosociale, de petite taille, d'obésité, de maladies cardiovasculaires et de diabète de type 2 à l’âge adulte[8] »[4], ainsi qu'un risque accru de cancer des ovaires[9] et de cancer du sein (et plutôt pour des tumeurs de type lobulaires que canalaires)[10] ;
2. indiquer la présence d'une tumeur ou un autre problème sérieux ;
3. augmenter significativement le risque d'une dégradation de la santé mentale[11], avec dépression (notamment au début de l'adolescence)[12], de stress et d'anxiété, d'activité sexuelle plus précoce, de consommation de tabac et d'alcool[13] ; on a aussi observé une moins bonne image de leur corps[14], et plus de difficultés à réguler leurs émotions chez les filles touchées par une puberté précoce[15],[16] ; Selon Lindsay T. Hoyt et al. (2020), les filles et les garçons très précoces sont, durant leur adolescence plus à risques d'IMC plus élevé chez les jeunes adultes ; de manque de sommeil. Inversement, une puberté plus tardive semble plutôt protectrice contre ces risques chez les filles, mais moins chez les garçons (alors plus à risque de passer trop de temps devant les écrans)[17]. 
 La puberté précoce chez le garçon a été moins étudiée ; la littérature scientifique retient généralement, comme l'opinion dominante, qu'elle aurait des avantages psychosociaux, donnant supposément aux garçons une meilleure estime de soi[18],[19], avec notamment une image corporelle positive notaient Crockett et Petersen en 1987 [20], alors qu'une puberté tardive induit un plus grand sentiment d'inadéquation et de rejet social selon Clausen (1975)[21]. Mais les études plus récentes montrent que la précocité de la puberté induit chez les garçons un risque majeur d'intériorisation des symptômes, avec dépression, anxiété, et extériorisation de symptômes tels que trouble déficitaire de l'attention et troubles des conduites (avec agressivité, délinquance et prises exagérées de risques)[22],[23],[24].
4. être source de confusion en rendant l'enfant sexuellement attirant pour des adultes.

## Critères de diagnostic
Des études montrent que le développement des seins chez les filles et des poils pubiens chez les filles et les garçons commencent plus tôt que dans les générations précédentes,,. 
Une « puberté précoce » dès l'âge de 9 ou 10 ans, n’est donc plus considérée comme un fait inhabituel. Mais les enfants peuvent mal vivre cette situation, qui est souvent associée à un problème d'obésité : « C’est Marcia Herman-Giddens, qui enseigne à l'université de Caroline du Nord à Chapel Hill aux États-Unis, qui a signalé la première la baisse de l'âge de la puberté chez les filles américaines dans une étude de 1997 qui a fait date. "Les résultats sont une raison de plus de s'inquiéter. Il y a des complications énormes pour la santé et la vie sociale, avertit-elle. Imaginez que vous ayez huit ou neuf ans et que les hommes vous draguent parce que vous avez des seins. Les femmes adultes ont déjà assez de problèmes avec des avances sexuelles dont elles ne veulent pas - imaginez que vous soyez en CM1" ».
Aucune limite d'âge indiscutable ne sépare les processus normaux et anormaux chez les enfants d’aujourd'hui, mais les seuils d'âge suivants[réf. nécessaire] pour l'évaluation réduiront au minimum le risque de ne pas remarquer un problème de santé important : 
- poils pubiens ou augmentation de volume des organes génitaux chez les garçons débutant avant 9 ans et demi ;
- développement de la poitrine chez les garçons avant qu’apparaissent les poils pubiens et l’augmentation de volume des testicules ;
- poils pubiens avant 8 ans ou développement des seins chez les filles commençant avant 7 ans ;[réf. souhaitée]
- règles chez les filles avant 10 ans.

## Causes
La puberté est normalement déclenchée en début d'adolescence par l’« interaction complexe de facteurs génétiques, environnementaux, nutritionnels et épigénétiques ».
Une « puberté précoce centrale » peut avoir une origine pathologique une néoplasie intracrânienne, une infection, un traumatisme, une hydrocéphalie et le syndrome d'Angelman et/ou environnementale.

### Causes pathologiques
Par exemple, un taux élevé de béta-hCG dans le sérum et le liquide céphalo-rachidien observés chez un garçon de 9 ans suggèrent une tumeur de la glande pinéale. Radiographie et chimiothérapie ont réduit la tumeur et normalisé les niveaux des bêta-hCG. « Une puberté précoce centrale (PPC) a été signalée chez certains patients avec des kystes arachnoïdiens suprasellaires (KAS), et des d'Epiphysiolyses Fémorales Supérieures (EFS) chez les patients avec PPC en raison d'une croissance rapide et de modifications dans la sécrétion d'hormone de croissance ».

### Causes environnementales
Les causes de ces différences sont probablement multifactorielles, avec parfois une dimension génétiques. Des préférences alimentaires, culturelles, ainsi qu'une exposition différente à certains perturbateurs endocriniens mimant les œstrogènes (ex. : le bisphénol A, soupçonné de jouer un rôle,) semblent en cause.
Ce phénomène semble être accompagné d'une augmentation de l'obésité précoce. Des interactions complexes existent avec les métaux lourds (ex. : il a été noté que le plomb (mesuré dans le sang) freine l'apparition et le développement des poils pubiens, retarde l'apparition des règles, mais semble sans effet sur le développement des seins). 
L'exposition aux composés perfluorés (PFC, devenus très courants dans les produits antitaches ou traités contre les taches, les peintures, les cires, les encaustiques, les appareils électroniques, les emballages alimentaires, etc. et bien d'autres encore) interagit négativement avec la fonction des récepteurs des hormones sexuelles, et est l'une des causes selon Jinxia Wu et al. (2023), qui ont montré que les taux d'œstradiol et de prolactine (et l'adiposité) augmentent significativement chez les filles qui ont été exposées aux PFC.
Un ou plusieurs polluants de l'air pourraient aussi être en cause, car les jeunes filles plus exposées à la pollution de l'air (y compris in utero et durant la grossesse) ont un risque statistiquement accru de règles précoces, par rapport à celles qui y ont été peu exposées.

## Enjeu de santé
Entamer l'adolescence avec des difficultés psychologiques supplémentaires, des comportements à risque et un IMC plus élevé est un facteur de vulnérabilité qui prédispose à des difficultés futures en particulier pour les filles, et probablement pour les garçons plus qu'on ne le pensait. 
En 2010,  la sociologue spécialisée dans l'étude des inégalités sociales et de santé, Kathleen Mullan Harris insiste sur le fait que la puberté est un moment important voire critique pour la santé à long terme ; le temps de l'adolescence est celui où s'installent des éléments de psychopathologie et d'habitudes de santé qui seront souvent ancrés pour la vie.
Il est donc essentiel de tenir compte des aspects psychosociaux et comportementaux, individuels et collectifs de la puberté précoce, pour en réduire les effets négatifs. Une étape importante pour cela est de garantir une éducation sexuelle et préparant la puberté, de haute qualité, offerte à tous les jeunes, progressivement dès le début de leur vie, en tenant compte dans la mesure du possible de différences individuelles (y compris des différences naturelles de précocité liées à l'origine ethnique (les caractéristiques sexuelles secondaires commencent habituellement a apparaitre vers 9 ou 10 ans chez les jeunes filles eurasiennes et environ un an plus tôt chez les jeunes filles noires ou hispaniques,, qui peuvent être privées d'éducation à la puberté à l'école au moment où elles en auraient besoin, si elle est enseignée,. Ce manque d’éducation à la puberté adaptée à l’âge et ciblant les jeunes enfants peut laisser de nombreux jeunes mal informés et mal préparés à la transition pubertaire, en particulier ceux qui mûrissent plus tôt que leurs pairs. Ceci est particulièrement important compte tenu de nos résultats, qui mettent en évidence le rôle important du moment de la puberté par rapport aux pairs (c'est-à-dire la comparaison sociale) dans la prévision des résultats en matière de santé. Les éducateurs, les cliniciens et les parents pourraient aider à normaliser le processus pubertaire et à souligner (et apprécier) les différences individuelles dans la forme du corps, qui deviennent plus évidentes au cours de cette période de développement. La sensibilisation, le soutien social et l'intervention précoce peuvent être particulièrement importants pour les filles, qui subissent ces changements physiques manifestes plusieurs années avant les garçons du même âge.
Les changements physiques et psychiques de la puberté sont découverts et ressentis par l'adolescent précoce lui même, à un âge où il y est moins préparé que les enfants plus âgés qui démarrent normalement leur puberté. De plus, ces changements sont aussi plus ou moins consciemment perçus par l'entourage et les autres enfants du même âge. Ce trouble peut être aggravé par des stéréotypes sexuels et/ou ethnico-raciaux. Ces modifications physiques peuvent signaler aux adultes ou aux amis que ces jeunes sont désormais des adultes émergents, bien qu'ils aient le même âge chronologique que leurs pairs et camarades de classe (qui ont, eux, conservé une apparence plus enfantine). Carter et al. en 2017 puis Deardorff et al. en 2019 observent ainsi que ces jeunes plus matures (en particulier les jeunes de couleur) peuvent aussi alors être perçus par leurs pairs ou d'autres comme plus agressifs et plus susceptibles d’avoir des problèmes scolaires et sociaux, par rapport aux enfants du même âge dont la puberté n'a pas commencé.
Les tenants des approches holistiques de la santé tout au long de la vie, comme Halfon & Hochstein (2002) et Hertzman et Boyce (2010), s'appuyant sur les données disponibles sur le développement humain suggèrent que les humains traversent tous des périodes sensibles lors desquelles l'environnement social peut avoir des impacts disproportionnés sur le psychisme et sur la santé future. La puberté est l'un de ces moments, où les jeunes commencent à prendre davantage de responsabilités et à passer plus de temps hors de la famille ; un « moment d’apprentissage » stratégique pour le pré-adolescents puis l'adolescent, également un moment essentiel pour ceux qui les soutiennent alors qu'ils complètent leurs capacités cognitives, sociales et d'autonomie. Selon Lindsay T. Hoyt (Psychologue à la Fordham University, dans le Bronx, à New York : « Il est donc impératif que les adultes – y compris les parents, les enseignants et les médecins – connaissent et soient sensibles aux différences individuelles en matière de développement physique et à leurs propres préjugés implicites (...) les éducateurs, les familles et les prestataires de soins de santé pourraient intervenir pour promouvoir des choix et des comportements positifs qui influenceront la santé à long terme ».